# Pawieł Finogienow
Pawieł Wasiljewicz Finogienow (ros. Па́вел Васи́льевич Финоге́нов, ur. 28 lutego 1919 we wsi Fomino w obwodzie pskowskim, zm. 22 stycznia 2004 w Moskwie) – radziecki polityk, minister przemysłu obronnego ZSRR (1979–1989), Bohater Pracy Socjalistycznej (1976).

## Życiorys
1936-1941 studiował w Leningradzkim Instytucie Wojskowo-Mechanicznym, w lipcu 1941 skierowany do dyspozycji Ludowego Komisariatu Uzbrojenia ZSRR do Fabryki nr 2 im. Kuprijana Kirkiża w Kowrowie, gdzie był majstrem, kierownikiem zmiany, zastępcą szefa i szefem odlewni. Od 1943 członek WKP(b), od 1946 szef produkcji motocykli w fabryce, później szef walcowni i w latach 1949–1950 p.o. szefa produkcji, w 1953 zaocznie ukończył Leningradzki Instytut Wojskowo-Mechaniczny, w latach 1953–1954 główny inżynier, a 1954–1960 dyrektor Fabryki nr 2 im. Kirkiża w Kowrowie. Od 1960 zastępca przewodniczącego Sownarchozu Włodzimierskiego Ekonomicznego Rejonu Administracyjnego, w latach 1963–1965 szef Departamentu 6 Państwowego Komitetu ds. Techniki Obronnej ZSRR, 1965–1973 zastępca, a 1973–1979 I zastępca ministra przemysłu obronnego ZSRR. Od stycznia 1979 do lipca 1989 minister przemysłu obronnego ZSRR, w latach 1981–1990 członek KC KPZR, od 1989 na emeryturze. Od 1958 do 1962 i od 1979-1989 deputowany do Rady Najwyższej ZSRR. Honorowy obywatel miasta Kowrow (1999).

## Odznaczenia i nagrody
- Medal Sierp i Młot Bohatera Pracy Socjalistycznej (9 września 1976)
- Order Lenina (dwukrotnie)
- Order Rewolucji Październikowej
- Order „Za zasługi dla Ojczyzny” III klasy (22 października 1996)
- Order Czerwonego Sztandaru Pracy
- Order Czerwonej Gwiazdy (20 stycznia 1944)
- Order „Znak Honoru” (1962)
- Nagroda Leninowska (1982)
- Nagroda Państwowa ZSRR (dwukrotnie – 1979 i 1989)

I medale.